# Temporada 1986-1987 del FC Barcelona (femení)

## Desenvolupament de la temporada
Les jugadores queden quartes classificades a la Lliga Catalana. A la Copa Generalitat queden eliminades a semifinals.

## Jugadores i cos tècnic

### Plantilla 1986-87
La plantilla i el cos tècnic del primer equip per a l'actual temporada (manca informació) són els següents:
| N. | Pos. | Nac. | Jugador             |
| -- | ---- | --- | ------------------- |
| —  | DEF  | [[Fitxer:Flag of Catalonia.svg\|23x15px\|border \|alt=Catalunya\|link=Selecció de futbol de Catalunya\|{{#if:\|]] | Adelina Pastor      |
| —  | DEF  | [[Fitxer:Flag of Catalonia.svg\|23x15px\|border \|alt=Catalunya\|link=Selecció de futbol de Catalunya\|{{#if:\|]] | Maria Ángeles Navas |
| —  | DAV  | [[Fitxer:Flag of Catalonia.svg\|23x15px\|border \|alt=Catalunya\|link=Selecció de futbol de Catalunya\|{{#if:\|]] | Emilia Ibáñez       |

| N. | Pos. | Nac. | Jugador    |
| -- | ---- | --- | ---------- |
| —  | DAV  | [[Fitxer:Flag of Andalucía.svg\|23x15px\|border \|alt=Andalusia\|link=Selecció de futbol d'Andalusia\|{{#if:\|]] | Lucía Ruiz |
| —  |      | [[Fitxer:Flag placeholder.svg\|23x15px\| \|alt=\|link=Selecció de futbol\|{{#if:\|]]                             | Isabel     |
| —  |      | [[Fitxer:Flag placeholder.svg\|23x15px\| \|alt=\|link=Selecció de futbol\|{{#if:\|]]                             | Silvia     |

### Cos tècnic 1986-87
- Entrenador:  Ramon Carrión

## Partits

### Lliga catalana
| 13 Setembre 1986 | Club Femení Barcelona              | 2–3 | Reial Club Deportiu Espanyol (femení)                   |  |  |
| Jornada 1        | 1-0 Isabel (8') , 2-2 Silvia (51') |     | 1-1 Maruja (18' p.p.), 1-2 Mayte (50'), 2-3 Mayte (54') |  |  |

| (20?) Setembre 1986 | FF Catalunya | 0–5 | Club Femení Barcelona |  |  |
| Jornada 2           |              |     |                       |  |  |

| 27 Setembre 1986 | Club Femení Barcelona | v | Badalona F. Ángeles |  |  |
| 18:00 Jornada 3  |                       |   |                     |  |  |

| 4 Octubre 1986 | Balaguer | 0–6 | Club Femení Barcelona |  |  |
| Jornada 4      |          |     |                       |  |  |

| 11 Octubre 1986 | Club Femení Barcelona | v | Sabadell | Barcelona     |  |
| 17:00 Jornada 5 |                       |   |          | Mini Estadi · |  |

| 18 Octubre 1986 | Club Femení Barcelona | 7–0 | Joventut Hortense | Barcelona |  |
| Jornada 6       |                       |     |                   |           |  |

| 26 Octubre 1986 | Club Femení Barcelona | v | FF Athenas | Barcelona |  |
| 10:00 Jornada 7 |                       |   |            |           |  |

| (2?) Novembre 1986 | San Roque | v | Club Femení Barcelona |  |  |
| Jornada 8          |           |   |                       |  |  |

| 9 Novembre 1986 | Club Femení Barcelona | 0–2 | Penya Barcelonista Barcilona | Barcelona        |  |
| 10:00 Jornada 9 |                       |     | Judith Pascual, Nuri Sala    | Zona Esportiva · |  |

| 15 Novembre 1986 | Cosmos | 0-1 (equip retirat de la competició) | Club Femení Barcelona |  |  |
| Jornada 10       |        |                                      |                       |  |  |

| 23 Novembre 1986 | Club Femení Barcelona | Descans | — |  |  |
| Jornada 11       |                       |         |   |  |  |

| 29 Novembre 1986 | Club Femení Barcelona | 1–1 | FF Vallès Occidental | Barcelona     |  |
| 19:00 Jornada 12 | Silvia                |     | Ana Castaño          | Mini Estadi · |  |

| 6 Desembre 1986 | Vilanova Camí | 0–5 | Club Femení Barcelona |  |  |
| Jornada 13      |               |     |                       |  |  |

| 13 Desembre 1986 | Club Femení Barcelona | 5–2 | Gràcia Cal Majó | Barcelona     |  |
| 19:00 Jornada 14 |                       |     |                 | Mini Estadi · |  |

| 20 Desembre 1986 | Sant Adrià       | 3–4 | Club Femení Barcelona     |                |  |
| 8:30 Jornada 15  | A Belmonte, Macu |     | Silvia, Ma. A. Navas, Emi | Sant Gabriel · |  |

| (3?) Gener 1987 | Reial Club Deportiu Espanyol (femení) | 3–3 | Club Femení Barcelona |  |  |
| Jornada 16      |                                       |     |                       |  |  |

| 10 Gener 1987    | Club Femení Barcelona | 6–0 | FF Catalunya | Barcelona     |  |
| 19:00 Jornada 17 |                       |     |              | Mini Estadi · |  |

| 18 Gener 1987    | Badalona F. Ángeles | 0–17 | Club Femení Barcelona |                          |  |
| 14:00 Jornada 18 |                     |      |                       | Zona Esportiva Lloreda · |  |

| (24?) Gener 1987 | Club Femení Barcelona | 1-0 (equip retirat de la competició) | Balaguer | Barcelona     |  |
| Jornada 19       |                       |                                      |          | Mini Estadi · |  |

| 1 Febrer 1987   | Centre d'Esports Sabadell Futbol Club (femení) | 1–3 | Club Femení Barcelona |                      |  |
| 9:45 Jornada 20 |                                                |     |                       | Marinales Arrahona · |  |

| 7 Febrer 1987    | Club Femení Barcelona | 10–1 | Joventut Hortense | Barcelona     |  |
| 19:00 Jornada 21 |                       |      |                   | Mini Estadi · |  |

| 15 Febrer 1987   | FF Athenas | 0–0 | Club Femení Barcelona |                |  |
| 14:00 Jornada 22 |            |     |                       | Can Caralleu · |  |

| 21 Febrer 1987   | Club Femení Barcelona | 5–0 | San Roque | Barcelona     |  |
| 19:00 Jornada 23 |                       |     |           | Mini Estadi · |  |

| 1 Març 1987      | Penya Barcelonista Barcilona | 1–0 | Club Femení Barcelona |           |  |
| 16:00 Jornada 24 | 1-0 N. Sala (75')            |     |                       | Incresa · |  |

| 8 Març 1987 | Club Femení Barcelona | 1-0 (equip retirat de la competició) | Cosmos |  |  |
| Jornada 25  |                       |                                      |        |  |  |

| (15?) Març 1987 | Club Femení Barcelona | Descans |  |  |  |
| Jornada 26      |                       |         |  |  |  |

| (20?) Març 1987 | FF Vallès Occidental | 3–1 | Club Femení Barcelona |  |  |
| Jornada 27      |                      |     |                       |  |  |

| 28 Març 1987     | Club Femení Barcelona | 6–0 | Vilanova Camí | Barcelona     |  |
| 19:00 Jornada 28 |                       |     |               | Mini Estadi · |  |

| Abril 1987 | Gràcia Cal Majó | 1–22 | Club Femení Barcelona |  |  |
| Jornada 29 |                 |      |                       |  |  |

| Maig 1987  | Club Femení Barcelona | 3–3 | Sant Adrià |  |  |
| Jornada 30 |                       |     |            |  |  |

### Copa Generalitat
| (23?) Maig 1987 | Badalona F. Ángeles | 0-12 | Club Femení Barcelona |  |  |
| 1/16 anada      |                     |      |                       |  |  |

| (30?) Maig 1987 | Club Femení Barcelona | v | Badalona F. Ángeles |  |  |
| 1/16 tornada    |                       |   |                     |  |  |

| (6?) Juny 1987 | Club Femení Barcelona | 2–0 | Sant Adrià | Barcelona |  |
| 1/4 anada      |                       |     |            |           |  |

| 13 Juny 1987      | Sant Adrià | v | Club Femení Barcelona |  |  |
| 1/4 final tornada |            |   |                       |  |  |

| 4 Juliol 1987         | Club Femení Barcelona | 1–2 | FF Vallès Occidental | Barcelona     |  |
| 19:00 Semifinal Anada |                       |     |                      | Mini Estadi · |  |

| 8 Juliol 1987     | FF Vallès Occidental | 2–0 | Club Femení Barcelona | Sabadell    |  |
| Semifinal Tornada |                      |     |                       | Merinales · |  |

### Amistosos
| 15 Març 1987 | Club Femení Barcelona | v | San Fructuós V. | Barcelona        |  |
| 10:00        |                       |   |                 | Zona Esportiva · |  |